# 김서련
김서련(1983년 10월 28일 ~ )은 현 대한민국 KBS춘천방송총국의 아나운서이다.

## 경력
- 2010년 ~ : KBS 춘천방송총국 36기 공채 아나운서

## 방송 진행
- KBS 뉴스 9 강원
- 라디오 춘천
- 생방송 오늘은...
- 강원의 아침
- 11시 강원도연구소